# Jean Mbanda
Jean Mbanda

Link zum Bild

Jean Daniel Mbanda (* ca. 1953) ist ein ruandischer Lehrer und Politiker, der nach dem Völkermord an den Tutsi von 1994 bis 1999 Parlamentsabgeordneter während der Übergangsregierung war.

## Leben
Mbanda arbeitete in Ruanda als Mathematiklehrer. Laut einer kontroversen Aussage Mbandas auf einer Social-Media-Plattform rettete ihm und 16 weiteren Tutsi während des Völkermords im Jahr 1994 Oberst Théoneste Bagosora das Leben. Bagosora wird jedoch als einer der militärischen Planer für den Völkermord angesehen und wurde vom Internationalen Strafgerichtshof für Ruanda zu 35 Jahren Haft verurteilt, was Mbanda kritisierte.
Nach dem Völkermord war Mbanda von 1994 bis 1999 zur Zeit der Übergangsregierung Parlamentsabgeordneter als Mitglied der Social Democrati Party (PSD, Parti social-démocrate). Im Juni 2000 wurde er, nachdem er die Regierung in einem offenen Brief kritisierte, verhaftet. Ihm  wurde Korruption vorgeworfen und er verbrachte einige Jahre ohne Prozess im Gefängnis. Später wanderte er nach Kanada aus, wo er in Ottawa Französisch unterrichtete. Im April 2016 kehrte er nach Ruanda zurück. Mbanda arbeitete als Vorsitzender und Coach bei Kiyovu SC. Er kandidierte erfolglos für die Präsidentschaft der Rwanda Football Federation (FERWAFA). 2017 fasste er eine Kandidatur für die ruandische Präsidentschaftswahl ins Auge. Nachdem Christine Iribagiza, eine Unternehmerin und wichtige Unterstützerin, ermordet wurde, trat er die Kandidatur jedoch nicht an. Stattdessen sprach er Amtsinhaber Paul Kagame seine Unterstützung aus, mit dessen RPF er sich laut einem Zeitungsinterview politisch auf gleicher Linie sah. Am 30. Mai 2024 reichte Mbanda eine parteiunabhängige Kandidatur für die Präsidentschaftswahl im Juli ein. Die Kandidatur wurde jedoch von der Wahlkommission nicht als gültig erachtet. Als Begründung wurde angegeben, dass er nicht die notwendige Zahl an Unterschriften von Unterstützern eingereicht habe. Von sechs anderen unabhängigen Kandidaturen wurde nur eine akzeptiert.